# Filippo di Schleswig-Holstein-Sonderburg-Glücksburg
Filippo di Schleswig-Holstein-Sonderburg-Glücksburg (15 marzo 1584 – 27 settembre 1663) è stato un nobile tedesco.
Era figlio di Giovanni di Schleswig-Holstein-Sonderburg, secondo duca di Schleswig-Holstein-Sonderburg, e di Elisabetta di Brunswick-Grubenhagenu. Dopo la morte del padre, ereditandone il titolo, divenne il primo duca di Schleswig-Holstein-Sonderburg-Glücksburg.

## Matrimonio e figli
Il 23 maggio 1624, sposò Sofia Edvige di Sassonia-Lauenburg (1601–1660), figlia del duca Francesco II di Sassonia-Lauenburg. Ebbero i seguenti figli:
- principe Giovanni di Schleswig-Holstein-Sonderburg-Glücksburg (23 luglio 1625 - 4 dicembre 1640)
- principe Francesco di Schleswig-Holstein-Sonderburg-Glücksburg (20 agosto 1626 - 3 agosto 1651)
- principe Cristiano di Schleswig-Holstein-Sonderburg-Glücksburg (19 giugno 1627 - 17 novembre 1698); sposò, prima, Sibilla Ursula, figlia del duca Augusto di Brunswick-Lüneburg, "il Giovane", e poi Agnese Edvige di Schleswig-Holstein-Sonderburg-Plön
- principessa Maria Elisabetta di Schleswig-Holstein-Sonderburg-Glücksburg (1628–1664); sposò il margravio Giorgio Alberto di Brandeburgo-Kulmbach
- principe Carlo Alberto di Schleswig-Holstein-Sonderburg-Glücksburg (11 settembre 1629 - 26 novembre 1631)
- principessa Sofia Edvige di Schleswig-Holstein-Sonderburg-Glücksburg (7 ottobre 1630 - 27 settembre 1652); sposò il duca Maurizio di Sassonia-Zeitz
- principe Adolfo di Schleswig-Holstein-Sonderburg-Glücksburg (21 ottobre 1631 - 7 febbraio 1658)
- principessa Augusta di Schleswig-Holstein-Sonderburg-Glücksburg (27 giugno 1633 - 26 maggio 1701); sposò il duca Ernest Gunther di Schleswig-Holstein-Sonderburg-Augustenburg
- principessa Cristiana di Schleswig-Holstein-Sonderburg-Glücksburg (22 settembre 1634 - 20 maggio 1701); sposò il duca Cristiano I di Sassonia-Merseburg
- principessa Sofia Dorotea di Schleswig-Holstein-Sonderburg-Glücksburg (28 settembre 1636 - 6 agosto 1691); sposò prima il duca Cristiano Luigi di Brunswick-Lüneburg e, rimasta vedova, sposò in seconde nozze l'elettore Federico Guglielmo I di Brandeburgo
- principessa Maddalena di Schleswig-Holstein-Sonderburg-Glücksburg (27 febbraio 1639 - 21 marzo 1640)
- principessa Edvige di Schleswig-Holstein-Sonderburg-Glücksburg (21 marzo 1640 - 31 gennaio 1671)
- principessa Anna Sabina di Schleswig-Holstein-Sonderburg-Glücksburg (10 ottobre 1641 - 20 luglio 1642)
- principessa Anna di Schleswig-Holstein-Sonderburg-Glücksburg (14 gennaio 1643 - 24 febbraio 1644)

## Ascendenza
|                                                     |   |                                   | Genitori                         |  |  | Nonni |  |  | Bisnonni                |  |  | Trisnonni                |  |
|                                                     |   |                                   |                                  |  |  |       |  |  | Federico I di Danimarca |  |  | Cristiano I di Danimarca |  |
|                                                     |   |                                   |                                  |  |  |       |  |  | Federico I di Danimarca |  |  | Cristiano I di Danimarca |  |
|                                                     |   | Dorotea di Brandeburgo            |                                  |  |  |       |  |  | Federico I di Danimarca |  |  |                          |  |
| Cristiano III di Danimarca                          |   |                                   |                                  |  |  |       |  |  | Federico I di Danimarca |  |  |                          |  |
|                                                     |   | Anna del Brandeburgo              | Giovanni I di Brandeburgo        |  |  |       |  |  |                         |  |  |                          |  |
|                                                     |   | Anna del Brandeburgo              | Giovanni I di Brandeburgo        |  |  |       |  |  |                         |  |  |                          |  |
|                                                     |   | Anna del Brandeburgo              | Margherita di Sassonia           |  |  |       |  |  |                         |  |  |                          |  |
| Giovanni di Schleswig-Holstein-Sonderburg           |   | Anna del Brandeburgo              |                                  |  |  |       |  |  |                         |  |  |                          |  |
|                                                     |   | Magnus I di Sassonia-Lauenburg    | Giovanni V di Sassonia-Lauenburg |  |  |       |  |  |                         |  |  |                          |  |
|                                                     |   | Magnus I di Sassonia-Lauenburg    | Giovanni V di Sassonia-Lauenburg |  |  |       |  |  |                         |  |  |                          |  |
|                                                     |   | Magnus I di Sassonia-Lauenburg    | Dorotea di Hohenzollern          |  |  |       |  |  |                         |  |  |                          |  |
| Dorotea di Sassonia-Lauenburg                       |   | Magnus I di Sassonia-Lauenburg    |                                  |  |  |       |  |  |                         |  |  |                          |  |
|                                                     |   | Caterina di Braunschweig-Lüneburg | Enrico IV di Brunswick-Lüneburg  |  |  |       |  |  |                         |  |  |                          |  |
|                                                     |   | Caterina di Braunschweig-Lüneburg | Enrico IV di Brunswick-Lüneburg  |  |  |       |  |  |                         |  |  |                          |  |
|                                                     |   | Caterina di Braunschweig-Lüneburg | Caterina di Pomerania-Wolgast    |  |  |       |  |  |                         |  |  |                          |  |
| Filippo di Schleswig-Holstein-Sonderburg-Glücksburg |   | Caterina di Braunschweig-Lüneburg |                                  |  |  |       |  |  |                         |  |  |                          |  |
|                                                     | … | …                                 |                                  |  |  |       |  |  |                         |  |  |                          |  |
|                                                     | … | …                                 |                                  |  |  |       |  |  |                         |  |  |                          |  |
|                                                     | … | …                                 |                                  |  |  |       |  |  |                         |  |  |                          |  |
| Ernesto III di Brunswick-Grubenhagen                | … |                                   |                                  |  |  |       |  |  |                         |  |  |                          |  |
|                                                     |   | …                                 | …                                |  |  |       |  |  |                         |  |  |                          |  |
|                                                     |   | …                                 | …                                |  |  |       |  |  |                         |  |  |                          |  |
|                                                     |   | …                                 | …                                |  |  |       |  |  |                         |  |  |                          |  |
| Elisabetta di Brunswick-Grubenhagen                 |   | …                                 |                                  |  |  |       |  |  |                         |  |  |                          |  |
|                                                     |   | …                                 | …                                |  |  |       |  |  |                         |  |  |                          |  |
|                                                     |   | …                                 | …                                |  |  |       |  |  |                         |  |  |                          |  |
|                                                     |   | …                                 | …                                |  |  |       |  |  |                         |  |  |                          |  |
| Margherita di Pomerania-Wolgast                     |   | …                                 |                                  |  |  |       |  |  |                         |  |  |                          |  |
|                                                     |   | …                                 | …                                |  |  |       |  |  |                         |  |  |                          |  |
|                                                     |   | …                                 | …                                |  |  |       |  |  |                         |  |  |                          |  |
|                                                     |   | …                                 | …                                |  |  |       |  |  |                         |  |  |                          |  |
|                                                     |   | …                                 |                                  |  |  |       |  |  |                         |  |  |                          |  |